# 富永沙織
富永 沙織（とみなが さおり、1984年1月20日 - ）は、日本のタレント。
千葉県出身。オスカープロモーション所属。

## 来歴・人物
- スカウトがきっかけでデビュー。以前はアンセムに所属していた。
- 趣味はダンス、ピアノ。
- 特技は体がやわらかい、耳を動かせる。
- 好きな色は黄色。
- 弟が1人いる[1]。
- 小学校教員免許、学校図書館司書、英検準2級の資格所持。

## 出演

### テレビ
- 仮面ライダーカブト 11話、18話（2006年4月9日・5月28日、テレビ朝日）
- 生活達人 → Sunday Cafe （2007年 - 2009年10月、TBS）
- 秘密のケンミンSHOW（2008年10月30日 、読売テレビ）
- 聖なる怪物たち（2012年1月 - 3月、テレビ朝日） - 佐藤久美 役
- 未来日記-ANOTHER:WORLD-（2012年4月 - 6月、フジテレビ） - 浅見まりな 役
- おトメさん（2013年1月 - 3月、テレビ朝日） - 海野聖子 役
- 水曜ミステリー9（テレビ東京）
  - 温泉女将ふたりの事件簿2（2013年1月30日） - 千晶 役
  - 不倫調査員・片山由美14（2014年8月6日） - 野村朋子 役
- 潔子爛漫〜きよこらんまん〜（2013年9月 - 10月、東海テレビ） - 渋澤久仁子 役
- 鼠、江戸を疾る 第7話（2014年3月6日、NHK総合） - 菊乃 役
- テレビ東京開局55周年特別企画 松本清張「強き蟻」（2014年7月2日、テレビ東京）
- マザー・ゲーム〜彼女たちの階級〜（2015年4月 - 6月、TBS） - 角田佳代 役
- 嵐の涙〜私たちに明日はある〜（2016年2月 - 3月、東海テレビ） - 板谷みちこ 役
- 金曜プレミアム 松本清張スペシャル かげろう絵図（2016年4月8日、フジテレビ） - 菊川 役
- ゴールドウーマン（2016年5月28日、テレビ朝日） - 松岡慶子 役
- ヤッさん〜築地発！おいしい事件簿〜（2016年7月 - 9月、テレビ東京） - 由希子 役
- BARレモン・ハート SEASON2 第17話（2016年7月25日、BSフジ） - 吉永真理 役(写真出演)
- アガサ・クリスティ「そして、誰もいなくなった」（2017年3月）
- 警視庁捜査一課9係 Season12 第一話（2017年4月12日、テレビ朝日）- 吉本智子 役
- 小さな巨人（2017年4月 - 6月、TBS） - 風見京子 役
- ミステリースペシャル（テレビ朝日）
  - ふぞろい刑事（2017年12月21日） - 本人 役 ※大阪・ABC制作
  - おかしな刑事17（2018年1月14日） - 大倉成美 役
- 家政夫のミタゾノ2 第7話（2018年6月1日、テレビ朝日）- つぐみ 役
- 犯罪の回送（2018年7月2日、テレビ東京） ‐ 矢野登志子 役
- 駐在刑事 Season2 第6話（2020年2月28日、テレビ東京） - 園田道子 役
- 竜の道 二つの顔の復讐者 第4話（2020年8月18日、フジテレビ） - 麗華 役

### CM
- NHK 「受信料家族割り」（2006年）
- キリンビール 「のどごし生」（2006年）
- ちふれ（2006年 - 2007年）
- Coway（2007年）
- ジョンソン 「ジャバ 1つ穴用」（2007年）
- ワーナーミュージック・ジャパン 「HARMONY」（2007年）
- ユニバーサル・ミュージック 「TEARS」 （2007年）
- ジョンソン & ジョンソン　ワンデーアキュビューディファイン「瞳から、私が輝く」編（2008年）
- ロート製薬　「Obagi」（2010年）
- トラスコ中山　「新型こまわり君 - スケボー編」（2010年）
- パナソニック　「アイロン二重奏」（2010年）
- ジョンソン 「パイプユニッシュ」
- 大塚製薬 「ネイチャーメイド」
- キヤノン
- 東京スター銀行
- KFC  「ピザハット」
- ジョンソン & ジョンソン株式会社
- ららぽーと 「新春セール」
- ギャガ 「映画 BABEL 予告CM」
- ノヴィル
- キリン 「ダノンウォーターズ」
- イオン 「イオンカード」
- 監査法人トーマツ
- セキスイハイム 「グランツーユー」
- NTTコミュニケーションズ
- カネボウ化粧品 「きれいになる本」
- 花王 「ヘルシア緑茶」
- 積水化学工業 「セキスイハイム」
- ソフトバンク 「VIERAケータイ942P」
- ライオン 「クリニカ」
- ユニー 「ジロン論ウール」
- 雪印メグミルク 「濃厚ミルク仕立て」WEB-CM
- サンデージャポンAPON内インフォマ 「生活達人、サンデージャンクション」（TBS）
- DHC 「アイラッシュトニック」

### ラジオ
- Suono Dolce リュクス丸の内（2008年4月～、ニッポン放送）
- DJ TAKAの Super Magic Talk（2018年、レインボータウンＦＭ）- アシスタントMC
- 江東モーニング830（2019年、レインボータウンＦＭ）- MC
- 江東アフタヌーン 富永沙織の Sunday Brunch Talk Show（2020年、レインボータウンＦＭ）- MC

### 映画
- 行定勲監督「遠くの空に消えた」（2007年8月）
- 篠原哲雄監督「ばあちゃんロード」（2018年4月）- 木戸真美子 役

### 情報番組
- 白熱ライブ ビビット（2016年10月～2017年6月、TBS）- ビビットレポーター
- ぐるっとプラス〜市川・浦安〜（JCOMTV）MC

### 配信ドラマ
- フェイス -サイバー犯罪特捜班-（2017年7月11日配信開始、全10話、Amazonプライム・ビデオ） 三島 キリコ 役
- 港区おじさん 第17話、第46話～第49話、第66話～第69話、第111話～第114話（YouTube、東京カレンダーアプリ）富永沙織（本人）役